# Berg Propulsion
Berg Propulsion är ett svenskt företag som designar och tillverkar ställbara propellrar för marinindustrin. Företaget tillverkar kundanpassade viktiga propellrar, propellerblad, styrpropellrar och systemmanöver.
Berg Propulsion är en sponsor av Puma Ocean Racing, som drivs av Berg Propulsion racingteam för 2011-2012 Volvo Ocean Race. Berg Propulsion är en företagspartner till Royal Institution of Naval Architects.